# Садовое (Черняховский район)
Садо́вое (до 1938 — Клайн Небуджен (нем. Klein Niebudszen), до 1946 — Бёренграбен (нем. Bärengraben)) — посёлок в Черняховском районе Калининградской области. Входит в состав Калужского сельского поселения.

## История
Деревня литовского происхождения. С 1818 по 1871 годы входила в Королевство Пруссии в провинцию Восточная Пруссия, в 1871—1918 годах в Германскую империю, в 1918—1933 годах в Веймарскую республику, с 1933 по 1945 годы в составе Третьего Рейха. Малый Нибудшен находится к юго-западу от Большого Нибудшена — посёлка Зелёная Долина. 
С 1947 по 2008 годы входила в Загорский сельсовет, с 2008 года в составе Калужского сельского поселения.

## Население
| 1910 | 1933 | 2002 | 2010 |
| ---- | ---- | ---- | ---- |
| 102  | ↘93  | ↘16  | ↘10  |